# Michinelas
Michinelas är en ort i Mexiko.   Den ligger i kommunen Celaya och delstaten Guanajuato, i den centrala delen av landet, 210 km nordväst om huvudstaden Mexico City. Michinelas ligger 1 754 meter över havet och antalet invånare är 830.
Terrängen runt Michinelas är kuperad söderut, men norrut är den platt. Runt Michinelas är det tätbefolkat, med 849 invånare per kvadratkilometer. Närmaste större samhälle är Celaya, 5,0 km norr om Michinelas. Trakten runt Michinelas består till största delen av jordbruksmark.